# Араповичі
Арапо́вичі — село в Україні, у Новгород-Сіверській міській громаді Новгород-Сіверського району Чернігівської області. До 2020 орган місцевого самоврядування — Команська сільська рада.
Населення становить 199 осіб.

## Історія
За переказом арапівців, три століття тому шведи переправлялися через Десну в урочищі Линовка, там, де був вапняний завод. Шведи завалили на правобережній горі кілька вікових дубів в Десну, намостили по ним кладку й перейшли на лівий берег.
Переказ щодо місця переправи шведів на Линовці підтверджує план битви шведів з москалями 26 жовтня 1708 р. біля села Пирогівки. На плані позначено під літерою «А» початок шведського мосту на двох човнах з поясненням: «А. Король, використовуючи туман намагається збудувати міст, поки його армія знаходиться в поході». Тобто шведський король Карл ХІІ особисто був присутні при будівництві мосту через Десну, висадки десанту на лівий берег та їхньої битви з москалями. 
З пояснень зрозуміло, що вранці 26 жовтня 1708 р. шведський король Карл ХІІ був на Десні біля Араповичів. 
У документах Генерального опису Гетьманщини 1768 р. зазначено власником села Араповичі осавула Новгородської сотні Терентія Лавриненка. Деревня дісталася осавулу від батька, бо «испокон родов наследственная». «Оная деревня Араповичи положение имеет поуз реку Десну на у горном месте. Растоянием же от полкового города Стародуба в 88 верстах, от сотенного города Новгородка в 7 верстах».
За даними на 1859 рік у козачому селі Новгород-Сіверського повіту Чернігівської губернії мешкало 414 осіб (198 чоловічої статі та 216 — жіночої), налічувалось 49 дворових господарств.
За даними на 1893 рік у поселенні Риківської волості мешкало 412 осіб (201 чоловічої статі та 211 — жіночої), налічувалось 67 дворових господарства.
12 червня 2020 року, відповідно до розпорядження Кабінету Міністрів України № 730-р «Про визначення адміністративних центрів та затвердження територій територіальних громад Чернігівської області», увійшло до складу Новгород-Сіверської міської громади.
19 липня 2020 року, в результаті адміністративно - територіальної реформи та ліквідації колишнього Новгород-Сіверського району, село увійшло до новоствореного Новгород-Сіверського району Чернігівської області.

## Населення

### Мова
Розподіл населення за рідною мовою за даними перепису 2001 року:
| Мова       | Кількість | Відсоток |
| ---------- | --------- | -------- |
| українська | 117       | 58.79%   |
| російська  | 82        | 41.21%   |
| Усього     | 199       | 100%     |

## Відомі люди
У селі народився український політик та банкір Олександр Сугоняко.

## Цікаві факти
Біля села є свій Суецький канал який має назву Суєзки - ручай з Грибного озера в Десну.